# Борьба вокруг «Апрельских тезисов» Ленина
Борьба вокруг «Апрельских тезисов» Ленина — острая политическая борьба, развернувшаяся в российской революционно-демократической среде в апреле 1917 года вокруг «Апрельских тезисов», выдвинутых лидером большевиков В. И. Лениным после своего возвращения из эмиграции. Тезисы вызвали резкое противодействие как умеренных социалистов (эсеры и меньшевики), так и части самих большевиков, однако Ленину удалось преодолеть сопротивление противников внутри своей партии буквально за две-три недели. На VII Всероссийской (Апрельской) конференции РСДРП(б) (24-29 апреля) «Апрельские тезисы» получили поддержку большинства делегатов с мест и легли в основу политики всей партии, которая вызвала резкое неприятие как либеральных кругов, так и меньшевиков, развернувших против неё активную борьбу.
Отмечается, что борьба была связана с тем, что в 1917 году власть Ленина в партии ещё не была абсолютной, а кроме того, ЦК слабо контролировал организации на местах. В Петрограде, помимо ЦК, значительную роль играли также Петербургский комитет и Военная организация.

## Предыстория

### Возвращение Ленина
Во время Февральской революции Ленин находится в эмиграции в Цюрихе. Узнав о произошедших событиях, он немедленно начинает энергичные попытки попасть в Россию, что становится крайне сложной задачей, так как на пути находилась враждебная России Германия. Попытка выехать через владения Великобритании оказывается безуспешной; британские власти отказываются пропустить Ленина как известного сторонника прекращения войны. По данным Ричарда Пайпса, Ленин рассматривал даже совсем фантастический вариант въезда в Россию через Стокгольм по подложному шведскому паспорту и поручил своему уполномоченному в этом городе Ганецкому подобрать человека, похожего на Ленина внешне. Кроме того, чтобы замаскировать незнание Лениным шведского языка, этот человек должен был являться глухонемым.
Стремясь любой ценой попасть в Россию, Ленин соглашается на проезд через Германию в «пломбированном вагоне». Условия этого проезда исключали любые контакты находившихся в поезде политэмигрантов с внешним миром во время нахождения на германской территории. Ленин рассчитывал, что такая изоляция поезда отведёт от него обвинения в сотрудничестве с немцами, но эти надежды не оправдались. По выражению великого князя Андрея Владимировича, «если бы приезд Ленина с товарищами был невыгодным для Вильгельма и Гинденбурга, то ему не предоставили бы посольского вагона. Поэтому двух мнений быть не может. Когда немецкие военные власти предоставляли салон в распоряжение Ленина, то они руководились не антимилитаристическими и не социал-демократическими соображениями, а исключительно только пользами и нуждами Германии, как они, Гинденбурги, эти пользы и нужды понимают».
Как указывает Ричард Пайпс, сами германские власти даже не удосужились изучить политическую программу Ленина; им было достаточно того, что Ленин считается противником войны. По выражению Н. Н. Суханова, «своих „друзей“ и „агентов“ германское правительство опасалось вполне основательно: оно отлично знало, что эти люди ему такие же „друзья“, как и русскому империализму, которому их старались „подсунуть“ немецкие власти, держа их на почтительном расстоянии от своих собственных верноподданных». Дальнейшие события показывают, что после прихода к власти большевики активно занялись революционной пропагандой уже в самой Германии, а в ноябре 1918 года немедленно после окончания войны разорвали Брестский мир.
Всеобщая шпиономания распространилась по России задолго до весны 1917 года; в 1916 году в российском обществе широко распространились слухи, что германским агентом якобы являлась даже последняя российская императрица Александра Фёдоровна, этническая немка. В сотрудничестве с Германией обвинялся также один из последних царских премьер-министров, Б. В. Штюрмер, происходивший из обрусевших немцев.
После Февральской революции в сотрудничестве с Германией начали обвинять практически всех противников продолжения войны, независимо от того, прибыли ли они в Россию через немецкую территорию или нет; так, в шпионаже обвиняли Л. Д. Троцкого, который прибыл в Россию через Канаду, эсера В. М. Чернова, прибывшего из Франции через Англию, и меньшевика Н. Н. Суханова, который вообще из России не уезжал. Кроме Ленина, в пломбированном вагоне находилось ещё несколько десятков политических деятелей, а кроме большевиков, в точно таких же пломбированных вагонах прибыло в Россию через Германию до 159 эсеров, меньшевиков, представителей национальных партий (финских националистов, бундовцев, литовских социал-демократов и т. д.).
Ленин возвращается из эмиграции в Петроград поздно вечером 3 (16) апреля 1917, в последний день работы Всероссийского совещания Советов. Близ Петрограда, на станции Белоостров (в то время пограничной с Финляндией), его встречает группа большевистских лидеров: И. В. Сталин, М. И. Ульянова, А. М. Коллонтай и другие.
Большевики устраивают Ленину пышную встречу на Финляндском вокзале. От имени Петроградского Совета его официально приветствовали меньшевики Н. С. Чхеидзе и М. И. Скобелев, причём Чхеидзе, рассчитывая на успех, пригласил Ленина присоединиться к прочим революционно-демократическим силам для «защиты революции от угрозы изнутри и извне». Однако Ленин поворачивается спиной к представителям меньшевиков и, обратившись к толпе солдат, матросов и рабочих, призывает к окончанию «империалистической войны» и провозглашает «всемирную социалистическую революцию»:

Дорогие товарищи, солдаты, матросы и рабочие! Я счастлив приветствовать в вашем лице победившую русскую революцию, приветствовать вас как передовой отряд всемирной пролетарской армии… Грабительская империалистская война есть начало войны гражданской во всей Европе… Недалёк час, когда по призыву нашего товарища, Карла Либкнехта, народы обратят оружие против своих эксплуататоров-капиталистов… Заря всемирной социалистической революции уже занялась… В Германии всё кипит… Не нынче-завтра, каждый день может разразиться крах всего европейского империализма. Русская революция, совершённая вами, положила ему начало и открыла новую эпоху. Да здравствует всемирная социалистическая революция! — Цитируется по: Суханов Н. Н. Записки о революции.
Комментируя высказывания только что приехавшего Ленина, Н. Н. Суханов отмечает сдержанную реакцию солдат Петроградского гарнизона на его «пораженческую позицию»: «Вот такого бы за это на штыки поднять, — вдруг раздалось из группы „чествователей“-солдат, живо реагировавших на слова с балкона. — А?.. Что говорит!.. Слышь, что говорит! А?.. Кабы тут был, кабы сошёл, надо бы ему показать! Да и показали бы! А?.. Вот за то ему немец-то… Эх, надо бы ему!..».

### Большевики в марте 1917 года
Вплоть до приезда Ленина из эмиграции большевистские лидеры в Петрограде фактически были оторваны от его руководства, получив от него лишь одну телеграмму, отправленную 6 (19) марта 1917 через Стокгольм, в которой он настаивал: «наша тактика: полное недоверие, никакой поддержки новому правительству; Керенского особенно подозреваем; вооружение пролетариата — единственная гарантия; немедленные выборы в Петроградскую думу; никакого сближения с другими партиями». Ричард Пайпс находит двусмысленной фразу «вооружение пролетариата — единственная гарантия»: по его мнению, Ленин уже в марте 1917 года, предположительно, задумывался о большевистском вооружённом восстании. С другой стороны, судя по практическим шагам, предпринятым Лениным немедленно после возвращения из эмиграции, речь могла идти об ускорении формирования отрядов Красной гвардии и «рабочей милиции» из числа вооружённых петроградских рабочих.
Также Пайпс обращает внимание на то, что указанная телеграмма, требовавшая не оказывать «никакой поддержки новому правительству» и «никакого сближения с другими партиями», была отправлена буквально через несколько дней после появления этого нового правительства, когда оно ещё никак не успело себя проявить.
В течение марта в Россию прибывает А. М. Коллонтай, которая привозит с собой ленинские «Письма из далека», написанные в Цюрихе между 7 (20) марта 1917 и 12 (25) марта 1917. Эти работы, однако, были встречены большевистской партийной организацией в Петрограде с крайним недоумением. Большевистская «Правда» решилась опубликовать, да и то с сокращениями (были удалены выпады против Временного правительства), только первое письмо — настолько они шли вразрез с политикой, проводимой российскими лидерами большевиков, — Ленин настаивал на немедленном разрыве Петросовета с Временным правительством в целях активной подготовки перехода к следующему, «пролетарскому», этапу революции. Для Ленина возникновение Советов было знаком, что революция уже прошла свою «буржуазную фазу» и революционные органы должны, не откладывая дела в долгий ящик, захватить власть, чтобы положить конец войне любой ценой, даже ценой гражданской войны, неизбежной при всяком революционном процессе.
По вопросу о войне руководство столичных большевиков в целом соглашалось с Лениным. На заседании Русского бюро ЦК РСДРП(б) 7 (20) марта 1917 был сделан вывод, что к войне «отношение не изменилось, так как война империалистическая и осталась таковой». В официально принятой по этому поводу резолюции говорилось, что «основной задачей революционной социал-демократии по-прежнему является борьба за превращение настоящей антинародной империалистической войны в гражданскую войну народов против своих угнетателей — господствующих классов». Заседавший в тот же день Петербургский комитет занял аналогичную позицию. Однако по вопросу о правительстве среди петроградских большевиков такого единства не было. В самых общих чертах позиция Русского бюро ЦК (А. Г. Шляпников, П. А. Залуцкий, В. М. Молотов) почти смыкалась с категоричным отрицанием Временного правительства Лениным, тогда как подход большинства членов Петербургского комитета почти ничем не отличался от позиции эсеро-меньшевистского большинства в руководстве Петросовета. Но вместе с тем Выборгский районный комитет большевиков занимал позицию более левую, чем Ленин и Русское бюро ЦК. По собственной инициативе он уже 1 (14) марта 1917 призвал рабочих к немедленному захвату власти и роспуску Временного комитета Думы. По свидетельству Шляпникова, Бюро считало, что «решительный бой» можно дать лишь после соответствующей подготовительной и организационной работы.
12 (25) марта 1917 в Петроград прибывают И. В. Сталин, Л. Б. Каменев и М. К. Муранов, находившиеся в ссылке в Туруханском крае. По праву старейших членов партии они берут на себя руководство партией и газетой «Правда» до прибытия Ленина. Члены Русского бюро ЦК Шляпников, Залуцкий, Молотов в то время пользовались гораздо меньшим авторитетом. Шляпников в своих воспоминаниях пишет, что «прибывшие товарищи были настроены критически и отрицательно к нашей работе» .
С 14 (27) марта 1917 газета «Правда» начинает выходить под руководством Муранова, Сталина и Каменева. Новая редколлегия заняла позицию «революционного оборончества». Так, в «Воззвании к народам всего мира» газета писала:

Пусть не рассчитывают Гогенцоллерны и Габсбурги поживиться за счёт русской революции. Наша революционная армия даст им такой отпор, о каком не могло быть и речи при господстве предательской шайки Николая Последнего

Также «Правда» отметила, что «всякое пораженчество, а вернее то, что печать под охраной царской цензуры клеймила этим именем, умерло в тот момент, когда на улицах Петрограда показался первый революционный полк». 25 марта (7 апреля) 1917 Сталин публикует в «Правде» свою статью «Об отмене национальных ограничений», в которой заявляет, что, «поскольку русская революция победила, она уже создала этим фактические условия для национальной свободы, ниспровергнув феодально-крепостническую власть». В следующем номере «Правды» Каменев в своей статье «Без тайной дипломатии» заявил, что «Война идёт, Великая русская революция не прервала её. И никто не питает надежд, что она кончится завтра или послезавтра». Такой подход резко противоречил взглядам Ленина, выраженным в «Письмах из далека», поэтому нет ничего удивительного в том, что «Правда» напечатала только первое из этих писем, причём с многочисленными купюрами (среди наиболее значимых удалённых фраз было и следующее ленинское обвинение: «Кто говорит, что рабочие должны поддерживать новое правительство в интересах борьбы с реакцией царизма …, тот изменник рабочих, изменник делу пролетариата, делу мира и свободы»).
Меньшевистская газета «День» с одобрением отнеслась к подобным статьям «Правды», отметив, что «вышедший сегодня номер „Правды“ выгодно отличается от всех предыдущих номеров. В нём нет азартной и огульной брани, нет недобросовестных выпадов…», и выразила надежду на «объединение двух течений российской социал-демократии [большевиков и меньшевиков], столь долгое время поедавших друг друга».

В начале апреля, перед самым приездом Ленина в Россию из эмиграции, в Петрограде прошло заседание представителей различных течений социал-демократии по вопросу об объединении. На нём присутствовали члены центральных органов большевиков, меньшевиков и национальных социал-демократических партий, редакций газет «Правда», «Рабочая газета», «Единство», думской фракции социал-демократов всех созывов, исполкома Петросовета, представители Всероссийского Совета рабочих и солдатских депутатов и другие. После продолжительных прений подавляющим большинством при трёх воздержавшихся представителях ЦК партии большевиков было признано «насущной необходимостью» созвать объединительный съезд социал-демократических партий, в котором должны принять участие все социал-демократические организации России. Для подготовки данного съезда было избрано бюро, в состав которого вошли представители от организаций и органов, принявших участие в заседании, в том числе и от ЦК партии большевиков. Ситуация, однако, резко изменилась после приезда в Россию Ленина. Ленин выступил с резкой критикой объединения с «оборонцами», назвав это «предательством социализма».

## Реакция на «Тезисы»
По свидетельству лидера кронштадтских большевиков Ф. Ф. Раскольникова, который находился среди встречавших на станции Белоостров, Ленин с ходу заявил Каменеву: «Что у вас пишется в „Правде“? Мы видели несколько номеров и здорово вас ругали».
В первый же вечер в Петрограде, на неофициальном собрании большевистских лидеров в особняке Кшесинской Ленин выступает с изложением своих взглядов на текущий момент; позднее это выступление в несколько приглаженном виде было опубликовано под заголовком «Апрельские тезисы». Ленин призвал к отказу от «революционного оборончества» и выдвинул требования заключения немедленного мира, роспуска Временного правительства и передачи всей власти Советам («никакой поддержки Временному правительству»). По земельному вопросу Ленин предложил конфискацию всей помещичьей земли и её национализацию (передачу в собственность государства) вместо «социализации» (передачи в собственность крестьянских общин и местных органов самоуправления), как предлагают эсеры.
«Апрельские тезисы» вызывают сильное недоумение. Особенно это касается выдвинутой Лениным доктрины «перерастания буржуазной революции в социалистическую», вызвавшей резкое отторжение в рядах Петросовета; его Исполком 15 (28) апреля 1917 выносит резолюцию о том, что «Тезисы» являются «не менее вредными, чем всякая контрреволюционная пропаганда справа». Меньшевик Церетели заявил, что в России, по его мнению, отсутствуют предпосылки для социалистической революции, а председатель Петросовета меньшевик Чхеидзе предвещал вождю большевиков полное одиночество: «Вне революции останется один Ленин, а мы пойдём своим путём». Несмотря на то, что в «Апрельских тезисах» речь шла о мирном развитии социалистической революции, многими эти тезисы были восприняты как призыв к гражданской войне в среде революционной демократии. По воспоминаниям современников, даже Г. Е. Зиновьев, прибывший вместе с Лениным из эмиграции, во время первого оглашения «Тезисов» решил «тихо отойти от Ленина». Идеи Ленина показались экстремистскими даже большевикам: «Правда» отказалась печатать статью. Основатель российской Социал-демократической партии Г. В. Плеханов отозвался на «Тезисы» статьей под заглавием «О тезисах Ленина и о том, почему бред бывает подчас интересен Архивировано 27 июля 2012 года.».
По выражению Церетели, «Ленин ныне выставил свою кандидатуру на один трон в Европе, пустующий вот уже 30 лет: это трон Бакунина! В новых словах Ленина слышится старина: в них слышатся истины изжитого примитивного анархизма». Похожую точку зрения высказал социал-демократ, на апрель 1917 года — член ЦК РСДРП И. П. Гольденберг, заявивший, что «то, что мы сейчас выслушали, есть очевидная и недвусмысленная декларация анархизма. Ленин, марксист, вождь… социал-демократической партии, умер. Ленин-анархист родился»
6 (19) апреля 1917 тезисы Ленина обсуждались на заседании Бюро ЦК РСДРП (б). Против тезисов выступал Л. Б. Каменев, заявлявший, что Россия не созрела для социалистической революции. Редакционный совет «Правды» отказывается печатать статью якобы из-за механической поломки, но под давлением Ленина 7 (20) апреля 1917 «Тезисы» всё же появляются в газете. Л. Б. Каменев на следующий день отвечает статьёй «Наши разногласия»: «Что касается общей схемы т. Ленина, то она представляется нам неприемлемой, поскольку она исходит от признания буржуазно-демократической революции законченной и рассчитывает на немедленное перерождение этой революции в революцию социалистическую». 8 (21) апреля 1917 Петроградский комитет большевиков голосует против «Тезисов» (два голоса за, тринадцать против, один воздержался). Было решено продолжить обсуждение в районных парторганизациях. Своё непонимание «Тезисов» поначалу также высказывают Ф. Э. Дзержинский и М. И. Калинин
Враждебно отнёсся к «Апрельским тезисам» и один из основателей российского марксизма Г. В. Плеханов, посвятивший им статью с вызывающим названием «О тезисах Ленина и о том, почему бред бывает подчас интересен», оппоненты Ленина обвиняют его в том, что он «разжигает гражданскую войну в среде революционной демократии». Комментируя возможность построения социализма в стране с аграрной экономикой и крестьянским большинством, Плеханов заявляет, что «русская история ещё не смолола той муки, из которой со временем будет испечён пшеничный пирог социализма». В свою очередь, Ленин отвергает обвинения в «бредовости» своих «Тезисов» и называет Плеханова «бывшим марксистом». 
Н. Н. Суханов в апреле 1917 года считал, что Ленин со временем будет вынужден отказаться от своих «тезисов» под давлением как остальных социалистических партий, так и самих большевиков: «Ленин быстро акклиматизируется, остепенится, станет на реальную почву и выбросит за борт львиную долю своих анархистских „бредней“… Я был убеждён, что Ленин в недалёком будущем превратится снова в провозвестника идей революционного марксизма и займёт в революции достойное его место авторитетнейшего лидера советской пролетарской левой…». Однако на деле происходит обратное: Ленин очень быстро заставляет свою партию принять свои «тезисы» и затем начинает реализовывать их на практике. По выражению Л. Д. Троцкого, «партия оказалась застигнута врасплох Лениным не менее, чем Февральским переворотом… прений не было, все были ошеломлены, никому не хотелось подставлять себя под удары этого неистового вождя». По оценке А. Г. Шляпникова, среди большевистских верхов после оглашения «Тезисов» началась «смута великая».

## «Перевооружение партии»
На собрании большевиков-участников Всероссийского совещания Советов рабочих и солдатских депутатов, состоявшемся 4 (17) апреля 1917, Ленин, не получивший поддержки своим «Тезисам», подверг недвусмысленной критике своих соратников:

Даже наши большевики обнаруживают доверчивость к [Временному] правительству. Объяснить это можно только угаром революции. Это гибель социализма. Вы, товарищи, относитесь доверчиво к правительству. Если так, нам не по пути. Пусть лучше останусь в меньшинстве. Один Либкнехт сто́ит ста оборонцев типа Стеклова и Чхеидзе. Если вы сочувствуете Либкнехту и протянете хоть палец [оборонцам] — это будет измена международному социализму.

Несмотря на неблагоприятное начало, Ленину удалось завоевать на свою сторону значительную часть членов партии в поразительно короткое время. По мнению исследователя А. Рабиновича, ключевую роль сыграло интеллектуальное превосходство Ленина над своими оппонентами. Кроме того, после своего возвращения Ленин провёл невероятно энергичную кампанию по привлечению сторонников, безусловно смягчив свою позицию, чтобы снять опасения у умеренных членов партии. И наконец, ещё одним фактором, способствовавшим успеху Ленина, стали значительные перемены, произошедшие в этот период среди членов партии низшего звена. В связи с отменой после Февральской революции почти всех требований к членству в партии, число большевиков увеличилось за счёт новых членов, которые почти ничего не знали о теоретическом марксизме и объединялись лишь стремлением к немедленному началу революционных действий. К тому же из тюрем, ссылки и эмиграции вернулись многие ветераны партии, которые были настроены более радикально, чем большевики, остававшиеся во время войны в Петрограде.
«Апрельские тезисы» были одобрены 6 (19) апреля 1917 на общем собрании большевиков Петроградского района, 9 (22) апреля 1917 — на собрании большевиков Нарвского района, 10 (23) апреля 1917 — на собрании большевиков Василеостровского района, Второго городского района и др. Сталин высказывается о поддержке «Апрельских тезисов» 11 (24) апреля 1917, 14 (27) апреля 1917 «Апрельские тезисы» получают одобрение на Петроградской общегородской конференции большевиков, 22-29 апреля (5-12 мая) принимаются VII (Апрельской) Всероссийской конференцией РСДРП(б). Конференция заявила, что начинает борьбу за осуществление в России социалистической революции. Однако уже здесь некоторые большевики, в первую очередь, Рыков, выступили против перехода к социалистической революции, говоря о неготовности, незрелости России. Апрельская конференция взяла курс на разрыв с другими социалистическими партиями, не поддерживающими политику большевиков. В резолюции конференции, написанной Лениным, говорилось, что партии социалистов-революционеров и меньшевиков перешли на позицию революционного оборончества, проводят политику в интересах мелкой буржуазии и «развращают пролетариат буржуазным влиянием», внушая ему мысль о возможности изменить политику Временного правительства путём соглашений, это является «главным препятствием к дальнейшему развитию революции». Конференция постановила «признать объединение с партиями и группами, проводящими эту политику, безусловно невозможным». Сближение и объединение признавалось необходимым только с теми, кто стоял «на почве интернационализма» и «на основе разрыва с политикой мелкобуржуазной измены социализму».
Главным оппонентом Ленина на Апрельской партконференции 1917 года стал Каменев. Однако, несмотря на это, при обсуждении кандидатур на выборах ЦК, Ленин лично поддержал Каменева, заявив, что «дискуссии, которые веду с ним, очень ценны». Вместе с тем, партконференция отклонила другие предложения Ленина: о переименовании партии в «коммунистическую» (принято годом позднее), и о созыве нового Интернационала.
Троцкий назвал этот процесс «перевооружением партии». Сталин комментировал собственную позицию во время этого «перевооружения» следующим образом: «Я никогда не отрицал, что у меня в марте месяце 1917 года были некоторые колебания, что эти колебания продолжались у меня всего одну-две недели, что с приездом Ленина в апреле 1917 года колебания эти отпали». С началом в 1920-х годах ожесточённой борьбы за власть внутри ВКП(б) «мартовские» колебания Сталина фактически превращаются в компромат. По оценке Троцкого, Сталин изменил свою точку зрения, одним из первых примкнув к «Тезисам», исходя не из собственных идеологических убеждений, а из анализа реальной расстановки сил среди социалистов.
Действительно, Сталин ещё 29 марта (11 апреля) 1917 на партийном совещании заметил по вопросу об объединении с меньшевиками, что «объединение возможно по линии Циммервальда — Кинталя», и парировал возражения Молотова о «непреодолимых разногласиях» следующим замечанием: «Забегать вперёд и предупреждать разногласия не следует. Без разногласий нет партийной жизни. Внутри партии мы будем изживать мелкие разногласия».
По воспоминаниям А. Д. Нагловского,

Но тем не менее, прежде чем захватить власть в стране, Ленину предстояло ещё завоевать свою партию. Против него шло не только «будированье по закоулкам», но оказывалось и резкое открытое сопротивление. Не только Каменев, Зиновьев, но подавляющее большинство партии было не на его стороне. И всё же Ленин был настолько уверен в себе, настолько «самодержавен», что сразу же перешёл в атаку на оппозиционеров.
Помню, как уже на первых собраниях во дворце Кшесинской он кричал: «Или теперь, или никогда! Наш лозунг — вся власть Советам! Долой буржуазное правительство!» — и, перекосив лицо, картавя, в демагогической речи звал «идти с кем угодно, с улицей, с матросами, с анархистами», но идти на немедленный захват всей полноты власти! И в самое короткое время Ленин подмял под себя всю партию, чувствовавшую, что сил сопротивляться ему — нет, а без этого заговорщицкого кормчего она — ничто.

Очевидец выступлений Ленина меньшевик Н. Н. Суханов так описывает своё личное впечатление от «Апрельских тезисов»:

Это было в общем довольно однообразно и тягуче. Но по временам проскальзывали очень любопытные для меня характерные штрихи большевистского «быта», специфических приёмов большевистской партийной работы. И обнаруживалось с полной наглядностью, что вся большевистская работа держалась железными рамками заграничного духовного центра, без которого партийные работники чувствовали бы себя вполне беспомощными, которым они вместе с тем гордились, которому лучшие из них чувствовали себя преданными слугами, как рыцари — Святому Граалю… И поднялся с ответом сам прославляемый великий магистр ордена. Мне не забыть этой громоподобной речи, потрясшей и изумившей не одного меня, случайно забредшего еретика, но и всех правоверных. Я утверждаю, что никто не ожидал ничего подобного. Казалось, из своих логовищ поднялись все стихии, и дух всесокрушения, не ведая ни преград, ни сомнений, ни людских трудностей, ни людских расчётов, носится по зале Кшесинской над головами зачарованных учеников…

После Ленина, кажется, уже никто не выступал. Во всяком случае, никто не возражал, не оспаривал, и никаких прений по докладу не возникло… Я вышел на улицу. Ощущение было такое, будто бы в эту ночь меня колотили по голове цепами….— Суханов Н. Н. Записки о революции.
Доктрина о «перерастании буржуазной революции в социалистическую», выдвинутая Лениным, была крайне сомнительна с точки зрения меньшевистских ортодоксальных марксистов. Вместе с тем, она встретила отклик среди радикальной части петроградских рабочих, ненавидевших правительство; по воспоминаниям Троцкого, «передовые рабочие изо всех сил стремились сбросить опеку оппортунистических верхов, но не знали, как парировать учёные доводы о буржуазном характере революции». Как указывает исследователь М. С. Восленский, «главной практической целью жизни Ленина стало… добиться революции в России, независимо от того, созрели или нет там материальные условия для новых производственных отношений».
Как отмечают авторы «Чёрной книги коммунизма»,

Встреченные петроградской верхушкой большевиков с изумлением и неприязнью, идеи Ленина имели большой и значимый успех среди новых рекрутов партии, которых Сталин совершенно правильно называл практиками, противопоставляя их теоретикам. В течение нескольких месяцев малограмотные элементы, среди которых центральное место занимали крестьяне в солдатских шинелях, решительно возобладали над интеллектуальной городской частью партии… Обуянные жаждой насилия и злобой, выросшие на сельской ниве и орошённые кровью трехлетней войны, свободные от марксистских догм, о которых они мало что знали, эти политически малообразованные бойцы из народных масс, представители, так сказать, «плебейского» большевизма, постепенно затмевавшего большевизм «научный», интеллектуальный, не слишком интересовались вопросом, необходим ли «буржуазный этап» революции и не пора ли переходить к социализму. Сторонники прямых действий, переворота, они были яростными приверженцами того большевизма, где теоретические дебаты уступили место одному вопросу, поставленному на повестку дня, — взятию власти.

## Апрельский правительственный кризис
18 апреля (1 мая) 1917 Временное правительство направило правительствам Англии и Франции препроводительную ноту к своему Заявлению о целях войны, в которой заверяло союзников, что все заявления Временного правительства, «разумеется, не могут подать ни малейшего повода думать, что совершившийся переворот повлёк за собой ослабление роли России в общей союзной борьбе. Совершенно напротив, всенародное стремление довести мировую войну до решительной победы лишь усилилось благодаря сознанию общей ответственности всех и каждого». 20 апреля (3 мая) 1917 эта нота была опубликована петроградскими газетами и вызвала взрыв возмущения среди рабочих и солдат. Исполком Петросовета призвал население воздержаться от каких-либо действий до решения Петросовета — несмотря на это, 21 апреля (4 мая) 1917 на улицах Петрограда в ходе демонстраций произошло столкновение между противниками Временного правительства, выступавшими под большевистскими лозунгами, и его сторонниками, в результате чего три человека были убиты.
Меньшевистско-эсеровский Исполком Петросовета объявил большевистских демонстрантов «изменниками дела революции»; 22 апреля (5 мая) 1917 беспорядки сошли на нет в Петрограде, 23 апреля (6 мая) 1917 в Москве. Уже 22 апреля (5 мая) 1917 ЦК РСДРП(б) открестился от причастности к произошедшим беспорядкам, назвав их «действиями мелкобуржуазных масс, выступивших на стороне капиталистических сил». По заявлению Ленина, сделанному на Апрельской партийной конференции РСДРП(б), «Мы желали произвести только мирную разведку сил неприятеля, но не давать сражения, а ПК [Петербургский комитет] взял чуточку левее, что в данном случае есть, конечно, чрезвычайное преступление».
Уличные волнения привели к правительственному кризису, который завершился вхождением во Временное правительство представителей умеренных социалистов, контролировавших Петросовет. Из 16 министерских мест 6 получили социалисты («десять министров-капиталистов и шесть министров-социалистов»).
В результате правительственного кризиса утратили власть практически все думские лидеры, активно участвовавшие в Февральской революции: первый военный министр Временного правительства «октябрист» А. И. Гучков, вместе с депутатом Думы В. В. Шульгиным принявший отречение Николая II, министр иностранных дел и лидер кадетов П. Н. Милюков. Снизилось влияние председателя Госдумы Родзянко, значительно усилилось влияние эсера А. Ф. Керенского, получившего в новом правительстве пост военного министра.
В апреле 1917 года Ленин форсирует формирование отрядов Красной гвардии и «рабочей милиции» (в июле 1917 объединённой с Красной гвардией) из рабочих, настроенных в основном пробольшевистски. К октябрю 1917 года численность Красной гвардии доходит до 200 тыс. чел., в том числе в Петрограде — более 30 тыс. чел.
Уже 25 апреля (8 мая) 1917, в ходе правительственного кризиса, Временное правительство признаёт, что «рост новых социальных связей, её [Россию] скрепляющих, отстаёт от процесса распада, вызванного крушением старого государственного строя». Лидер партии кадетов П. Н. Милюков также уже в апреле отмечает, что, по его выражению, «революция сошла с рельс».
Французский посол в Петрограде Морис Палеолог 21 апреля (4 мая) 1917 записал:

Авторитет Ленина, кажется, наоборот, очень вырос в последнее время. Что не подлежит сомнению, так это то, что он собрал вокруг себя и под своим начальством всех сумасбродов революции; он уже теперь оказывается опасным вождём…
Родившийся 23 апреля 1870 г. в Симбирске, на Волге, Владимир Ильич Ульянов, называемый Лениным, чистокровный русак. Его отец, мелкий провинциальный дворянин, занимал место по учебному ведомству. В 1887 году его старший брат, замешанный в дело о покушении на Александра III, был присуждён к смертной казни и повешен. Эта драма дала направление всей жизни молодого Владимира Ильича, который в это время кончал курс в Казанском университете: он отдался душой и телом революционному движению. Низвержение царизма сделалось с этих пор его навязчивой идеей, а евангелие Карла Маркса — его молитвенником….
Утопист и фанатик, пророк и метафизик, чуждый представлению о невозможном и абсурдном, недоступный никакому чувству справедливости и жалости, жестокий и коварный, безумно гордый, Ленин отдаёт на службу своим мессианистическим мечтам смелую и холодную волю, неумолимую логику, необыкновенную силу убеждения и уменье повелевать … Субъект тем более опасен, что говорят, будто он целомудрен, умерен, аскет. В нём есть, — каким я его себе представляю, — черты Савонаролы [фанатичный проповедник, своими яркими выступлениями на какое-то время превративший Флоренцию в аскетическую теократию], Марата [ярый проводник якобинского террора], Бланки [один из первых коммунистов] и Бакунина [один из основателей анархизма].— Морис Палеолог. Царская Россия накануне революции